# Panulia ajaia
Panulia ajaia är en fjärilsart som beskrevs av Walker 1859. Panulia ajaia ingår i släktet Panulia och familjen mätare. Inga underarter finns listade i Catalogue of Life.